# .gn
Pour les articles homonymes, voir GN.
.gn est le domaine de premier niveau national (country code top level domain : ccTLD) réservé à la Guinée.